# Karoy Anderson
Karoy Zidane Lovebourne Anderson (* 1. října 2004) je jamajský profesionální fotbalista, který hraje na pozici záložníka za anglický klub Charlton Athletic FC. Narodil se v Anglii, ale hraje za jamajský národní tým.

## Klubová kariéra

### Charlton Athletic
Anderson prošel mládežnickými týmy Charlton Athletic a 5. října 2021 podepsal s klubem první profesionální smlouvu, v níž se zavázal až do roku 2024.
Profesionální debut za klub si odbyl jako osmnáctiletý, přišel z lavičky v 75. minutě při porážce 3:2 ve druhém kole EFL Trophy 22. listopadu 2022 proti Plymouth Argyle, kdy v 91. minutě zápasu vstřelil druhý gól.

#### Hostování v Aldershot Town
Dne 17. ledna 2023 se Anderson připojil k Aldershot Town na 28denní hostování.
Ve stejný den, Anderson debutoval v lize, přišel ve druhé polovině vítězství 2:1 nad Solihull Moors.
Dne 21. února 2023 bylo potvrzeno, že Andersonovo hostování bylo prodlouženo o další měsíc.

## Reprezentační kariéra
Anderson se narodil v Anglii a má jamajský původ. V říjnu 2023 byl povolán do národního týmu Jamajky na několik zápasů Ligy národů CONCACAF 2023/24.
Dne 12. října 2023 Anderson debutoval, když nastoupil jako náhradník ve druhém poločase při vítězství 4:1 nad Grenadou.
Dne 9. června 2024 Anderson poprvé nastoupil za Jamajku v základní jedenáctce při vítězství 3:2 nad Dominikou.

## Statistiky

### Klubové
Platí k zápasu hranému 1. února 2025.
| Klub                       | Sezóna            | Liga              | Liga   | Liga | Národní pohár | Národní pohár | Ligový pohár | Ligový pohár | Ostatní | Ostatní | Celkově | Celkově |
| Klub                       | Sezóna            | Soutěž            | Zápasy | Góly | Zápasy        | Góly          | Zápasy       | Góly         | Zápasy  | Góly    | Zápasy  | Góly    |
| -------------------------- | ----------------- | ----------------- | ------ | ---- | ------------- | ------------- | ------------ | ------------ | ------- | ------- | ------- | ------- |
| Charlton Athletic          | 2022/23           | EFL League One    | 0      | 0    | 0             | 0             | 0            | 0            | 1       | 1       | 1       | 1       |
| Charlton Athletic          | 2023/24           | EFL League One    | 25     | 2    | 1             | 0             | 1            | 0            | 1       | 0       | 28      | 2       |
| Charlton Athletic          | 2024/25           | EFL League One    | 22     | 1    | 3             | 0             | 1            | 0            | 1       | 0       | 27      | 1       |
| Charlton Athletic          | Celkově           | Celkově           | 47     | 3    | 4             | 0             | 2            | 0            | 3       | 1       | 56      | 4       |
| Aldershot Town (hostování) | 2022/23           | National League   | 5      | 0    | —             | —             | —            | —            | 2       | 0       | 7       | 0       |
| Celkově v kariéře          | Celkově v kariéře | Celkově v kariéře | 52     | 3    | 4             | 0             | 2            | 0            | 5       | 1       | 63      | 4       |

### Reprezentační
Platí k zápasu hranému 19. listopadu 2024.
| Národní tým | Rok     | Zápasy | Góly |
| ----------- | ------- | ------ | ---- |
| Jamajka     | 2023    | 2      | 0    |
| Jamajka     | 2024    | 10     | 0    |
| Celkově     | Celkově | 12     | 0    |

## Úspěchy
Jamajka
- Třetí místo v Lize národů CONCACAF: 2023/24